# (19138) 1989 EJ1
(19138) 1989 EJ1 est un astéroïde de la ceinture principale découvert en 1989.

## Description
(19138) 1989 EJ1 a été découvert le 10 mars 1989 à Toyota (Japon) par Kenzo Suzuki et Toshimasa Furuta.

### Caractéristiques orbitales
L'orbite de cet astéroïde est caractérisée par un demi-grand axe de 2,17 UA, un périhélie de 1,92 UA, une excentricité de 0,12 et une inclinaison de 4,17° par rapport à l'écliptique. Du fait de ces caractéristiques, à savoir un demi-grand axe compris entre 2 et 3,2 UA et un périhélie supérieur à 1,666 UA, il est classé, selon la JPL Small-Body Database, comme objet de la ceinture principale.

### Caractéristiques physiques
(19138) 1989 EJ1 a une magnitude absolue (H) de 14,5 et un albédo estimé à 0,277.